# Palazzo Belmonte
Der Palazzo Belmonte ist ein

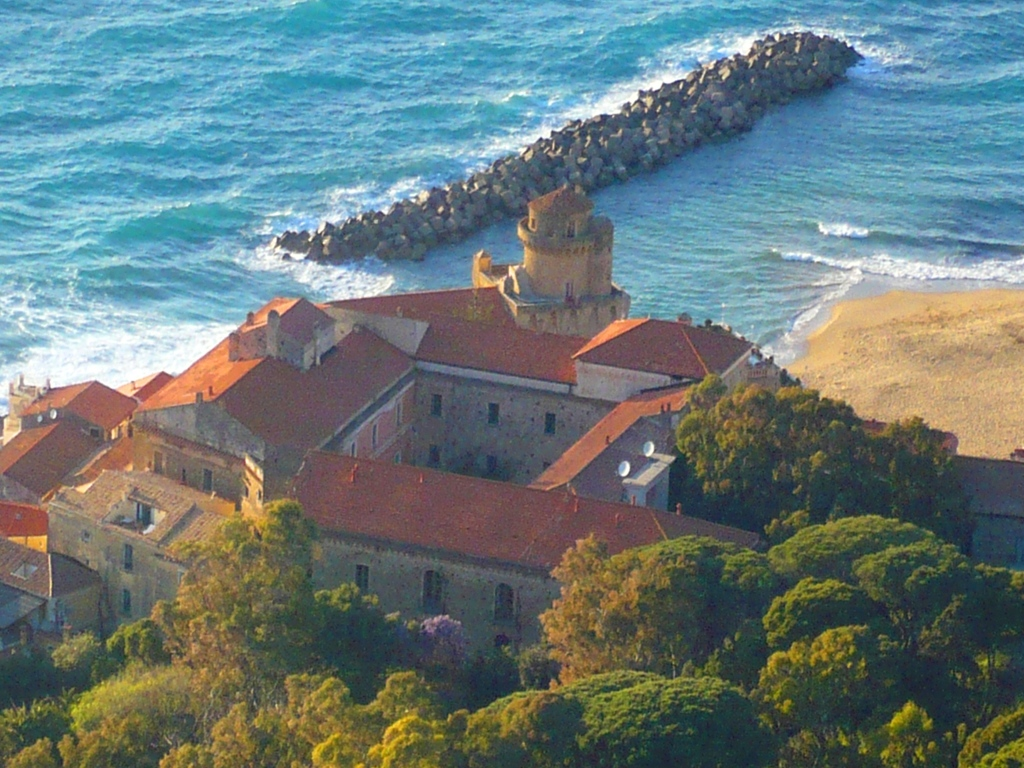
Palazzo Belmonte in Santa Maria di Castellabate

Palast aus dem 18. Jahrhundert in Santa Maria di Castellabate in der italienischen Region Kampanien.

## Geschichte
Die Markgrafen Granito ließen den Palast im Jahre 1733 erbauen, wobei frühere Gebäude integriert wurden. Ursprünglich war der Palazzo Belmonte ein Jagdpavillon, das im Stile der in Diensten der Bourbonen von Neapel stehenden spanischen Architekten für die Herzöge Granito Pignatelli di Belmonte errichtet wurde.

## Beschreibung

### Innenräume
Das Wappen der Familie, bestehend aus einem blauen, aufgerichteten Löwen über vier Punkten und dem Motto Rumpar non flectar (dt.: Brechen, aber nicht biegen), ist über dem Eingangsportal und über dem steinernen Kamin im Speisesaal angebracht, der nach König Karl IV. von Neapel benannt ist. Unter den verschiedenen Sälen des Palastes befindet sich auch die Galleria degli Antenati (dt.: Galerie der Vorfahren), die die Büsten der berühmtesten Angehörigen der Familie birgt, darunter die von Innozenz XII., der 1691 zum Papst gewählt wurde, oder die des Jesuiten und Heiligen Giuseppe Pignatelli und die des Kardinals Gennaro Granito Pignatelli di Belmonte, dem Retter der Erdbebenopfer von Casamicciola im Jahre 1873 und der Cholerakranken von Neapel im Jahre 1884. Das sogenannte Schwarze Brett der Pergamenen zeigt ein Lammfell mit den Unterschriften der spanischen Herrscher. Im Waffensaal kann man eine Reihe von Jagdtrophäen, Arkebusen und Schwerter, sowie die Rüstung eines Samurai aus dem 15. Jahrhundert, ein Geschenk der japanischen Regierung, sehen. Das Studierzimmer beinhaltet eine Bibliothek mit etwa 200 seltenen Bänden, die von Herzog Angelo, Sohn von Parise und Kulturminister zur Zeit der Gründung des Museums und historischen Archivs von Neapel, begründet wurde. Schließlich sind in einem Teil des Gebäudes 18 Wohnungen untergebracht, die seit den 1980er-Jahren als Touristenunterkünfte genutzt werden.

### Außenanlagen
Der Palazzo Belmonte ist vollständig von einem zwei Hektar großen Park mit zahlreichen verschiedenen Pflanzenarten umgebem, der an den Strand von Pozzillo angrenzt. In der Parkanlage befindet sich ein Hundefriedhof, auf dem auf einer Porzellanfliese einige Verse von Zerann Kzeran eingraviert sind:

"Egli vi sarà fedele nella fortuna come nella miseria. È un cane"
(dt.: Er wird Dir treu sein im Glück wie in der Not. Es ist ein Hund)

Im rechteckigen Innenhof des Palastes steht eine Kanone aus dem Jahre 1780 mit dem Wappen der Bourbonen.

## Trivia
- Im Jahre 2002 bildeten der Palazzo Belmonte und der Strand von Pozzillo den Hintergrund des Pirelli-Kalenders 2003.[2]
- Am 21. September 2009 heiratete die Prinzessin Carolina Napoleone Bonaparte in der Basilika Santa Maria de Gulia in Castellabate. Der Hochzeitsempfang fand im Palazzo Belmonte statt, wozu die Erben der edelsten europäischen Dynastien geladen waren.[3]
- Am 3. Juni 2011 war der damalige Vizepräsident der USA, Joe Biden, während seines Aufenthaltes in Santa Maria di Castellabate in dem Palast zu Gast.[4]